# 上浆
上浆，又称挂糊，是烹调过程中的一种处理方法，即给被烹调的食料裹上粘稠的外表材料，如淀粉、米粉、面粉、烤粉等等，起作用是把佐料渗透到食料中，和改善食料的表皮口感，例如软炸里脊这道菜，给里脊肉上浆后过油，可以炸出焦脆的外皮。